# Luc de Clapiers de Vauvenargues

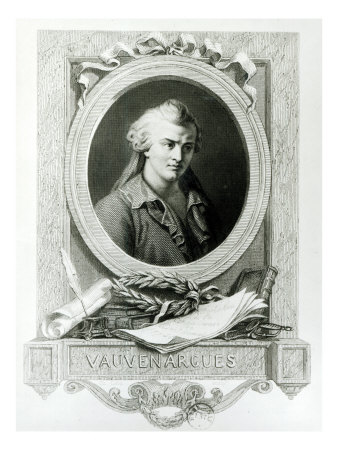
Luc de Clapiers de Vauvenargues.

Luc de Clapiers de Vauvenargues, född den 6 augusti 1715 i Aix-en-Provence, död den 28 maj 1747 i Paris, var en fransk markis och moralfilosof.

## Biografi
de Vauvenargues ägnade sig åt krigaryrket samt deltog i fälttågen i Italien 1734 och i Böhmen 1742, men nödgades, för svåra kroppslidanden, 1743 ta avsked ur krigstjänsten. Han bosatte sig i Paris, där han gjorde personlig bekantskap med bland andra Marmontel och Voltaire, vilken senare inte obetydligt bidrog att göra honom namnkunnig. Redan under sin garnisonstjänstgöring hade Vauvenargues börjat nedskriva de allvarliga intryck, som livet gjorde på honom. Han använde de sista åren av sin levnad till att ordna och sammanfatta dessa tankar, dock utan att söka ge dem betydelsen av filosofisk vetenskaplighet. Därtill saknade han i själva verket nödvändiga förutsättningar. Joseph Müller tillägger i Nordisk familjebok: "Men den förtjänsten tillkommer honom, att han vid en tid, då skämtet och hånet, själfviskheten och otron voro allhärskande, vågade påminna människorna om deras moraliska plikter och fordrade af dem aktning för hvarje religiös öfvertygelse." Det enda arbete, som av honom gavs ut i tryck (1746), innehåller en större uppsats: Introduction à la connaissance de l'esprit humain och åtskilliga mindre som Réflexions sur divers sujets, Conseils à un jeune homme, Méditation sur la foi och Paradoxes mêlés de réflexions et de maximes.